# Château de Terena
 (juillet 2023).
Le château de Terena est situé dans le village et la paroisse du même nom, municipalité d'Alandroal, district d'Évora, dans la région de l'Alentejo, au Portugal.
En position dominante au sommet d'une colline, il faisait partie de la ligne de défense du fleuve Guadiana, avec les châteaux de Juromenha, Alandroal, Monsaraz et Mourão.
Le château de Terena est classé monument national depuis 1946 ,.